# Un punt d'infidelitat
Un punt d'infidelitat (títol original: Cousins) és una pel·lícula estatunidenca dirigida per Joel Schumacher, estrenada l'any 1989. És el remake de Cosí, cosina de Jean-Charles Tacchella. Ha estat doblada al català.

## Argument
Larry i Maria es retroben al matrimoni de Phil, l'oncle de Larry, i Edie, la mare de Maria. Descobrint la infidelitat de les seves parelles respectives, decideixen venjar-se fingint de tenir ells mateixos una relació. A poc a poc, tanmateix, la seva complicitat es transforma en amor. Comprenent que la seva família ho pateix, decideixen de no veure's més... Però quan, després de la mort de Phil, Edie es torna a casar amb el pare de Larry, els dos es troben de nou.

## Repartiment
- Ted Danson: Larry Kozinski
- Isabella Rossellini: Maria Hardy
- Sean Young: Tish Kozinski
- William Petersen: Tom Hardy
- Lloyd Bridges: Vincent Kozinski
- Norma Aleandro: Edie Hardy Kozinski
- Keith Coogan: Mitch Kozinski
- Gina DeAngeles: Tia Sofia
- George Coe: Phil Kozinski
- Katharine Isabelle: Chloe Hardy
- Alex Bruhanski: Herbie
- Stephen E. Miller: Stan
- Gerry Bean: Kevin Costello
- Gordon Currie: Dean Kozinski